# Andamanie

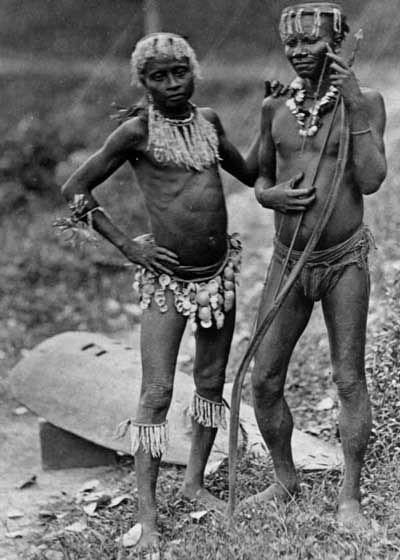
Andamanie

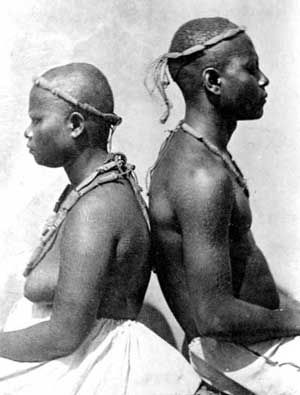
Andamanie

Andamanie, Andamańczycy – rdzenni mieszkańcy indyjskiego archipelagu Andamany, zaliczają się do Negrytów.
Dzielą się na kilka plemion i posługują kilkoma różnymi językami. Największe grupy stanowią plemiona Onge na Małym Andamanie, Jarawa na Andamanie Południowym (około 750 osób) i Sentinelczycy na wyspie Sentinel Północny (100–300 osób). Antropologicznie bliscy są Melanezyjczykom.
Są koczownikami. Do ich tradycyjnych zajęć zalicza się rybołówstwo, zbieractwo i połów żółwi morskich, w lasach także myślistwo. Do niedawna Andamanie nie umieli krzesać ognia. Obecnie ich tradycyjny styl życia ulega zmianom pod wpływem imigrantów z kontynentu.
Andamanie przetrwali dzięki stawianiu zaciekłego oporu obcym żeglarzom. Do czasów współczesnych notowane są przypadki ostrzeliwania z łuków (nawet zatrutymi strzałami) podpływających łodzi – ostatnie takie przypadki zanotowano na Sentinelu Północnym.
Religia Andamanów obejmuje wierzenia animistyczne i kult bóstw monsunowych.